# Alexander Rybak
Alexander Rybak (Minsk, Bjelorusija, 13. svibnja 1986.) norveški je violinist, pjevač, skladatelj i glumac bjeloruskog porijekla. Rybak je pobijedio na izboru za pjesmu Eurovizije 2009., predstavljajući Norvešku, te ju je ponovno predstavljao na izboru za pjesmu Eurovizije 2018. s pjesmom "That's How You Write a Song".

## Životopis

### Rani život
Rybak je rođen u bivšem BSSR-u (današnja Bjelorusija). Kada je Alexander imao 6 godina, njegovi roditelji se s njim sele u Norvešku, gdje i odrasta. Instrumentalno svira od pete godine, a do danas je usavršio violinu i klavir. Njegovi roditelji su Natalija Valentinovna Ribak, poznata pijanistica, i Igor Aleksandrovič Ribak, poznati norveški violinist. Alexander Rybak danas živi u Nessodenu u okolici Osla.

### Profesionalni život
Rybak 2004. biva nagrađen cijenjenom Nagradom za kulturu Anders Jahres. Prijavio se na norvešku inačicu talent-showa Idol gdje dolazi do polufinala, a 2006. pobjeđuje u natjecanju Kjempesjansen izvedbom vlastite pjesme Foolin’. Alexander Rybak je surađivao s umjetnicima poput Mortena Harketa i Arva Tellefsena. 2007. igra ulogu guslača u mjuziklu Guslač na krovu u produkciji oslovskog kazališta Nye, za koju prima nagradu Heddaprisen. Iste godine igra Levija u filmu Yohan redatelja Gretea Salomonsena.

### Pjesma Eurovizije
Alexander Rybak je pobijedio na 54. izboru za pjesmu Eurovizije koji se održao u Rusiji 2009., s pjesmom Fairytale (hrv. Bajka). Pjesmu inspiriranu ruskom i norveškom narodnom glazbom je sam napisao i skladao te izveo uz pratnju plesne družine Frikar. Pjesma je u završnici izbora od europskih glasača dobila 387 bodova, čak 169 više od drugoplasiranog Islanda i 95 bodova više od eurovizijskog rekorda koji je 2006. postavila finska grupa Lordi.

## Diskografija

### Albumi
| Godina | Album | Pozicija albuma | Pozicija albuma |
| ------ | --- | --------------- | --------------- |
| Godina | Album | NOR             | ŠVE             |
| 2009   | Fairytales - 1. studijski album - Datum izdanja albuma: 29. svibnja 2009 - Producentska kuća: EMI, Universal Music Group - Vrsta: Pop                             | 1               | 2               |
| 2010   | No Boundaries - 2. studijski album - Datum izdanja albuma: 14. lipnja 2010. - Producentska kuća: Universal Music Group - Vrsta: Pop                               | 7               | 8               |
| 2011   | Visa Vid Vindens Ängar - 3. studijski album - Datum izdanja albuma: 15. lipnja 2011. - Producentska kuća: Lionheart Music Group AB, Universal Norway - Vrsta: Pop | 7               | 40              |

### Singlovi
| 2009. | "Fairytale"          | 1  | 1  | Fairytales             |
| 2009. | "Funny Little World" | 1  | 4  | Fairytales             |
| 2009. | "Roll With the Wind" | 10 | —  | Fairytales             |
| 2010. | "Oah"                | 23 | 56 | No Boundaries          |
| 2010. | "Europe's Skies"     | —  | —  | No Boundaries          |
| 2011. | "Resan till dig"     | —  | —  | Visa vid vindens ängar |